# Tronco de pirámide

Tronco de pirámide hexagonal.

El tronco de pirámide, pirámide truncada o pirámide trunca es un poliedro comprendido entre la base de la pirámide y un plano que corta a todas las aristas laterales.
Si el plano es paralelo al plano de la base se dice que el tronco es de bases paralelas. La distancia entre las bases es la altura del tronco. Un tronco de bases paralelas de una pirámide regular está formado por dos bases, polígonos regulares semejantes, y varias caras laterales que son trapecios isósceles. Las alturas de estos trapecios se llaman apotemas de dichos troncos.
El área total de un tronco de pirámide está dada por la siguiente fórmula matemática: 
{\displaystyle A={\frac {(P_{1}+P_{2})}{2}}\cdot a+B_{1}+B_{2}}
Área total de un tronco de pirámide de bases paralelas, donde P1, P2 son los perímetros de las bases, a la apotema del tronco (que es igual al promedio de los apotemas de los trapecios) y B1, B2 las áreas de las bases.
El volumen de un tronco de pirámide cuyas bases son paralelas y tienen superficies B1 y B2, y cuya altura es h, es igual a la altura del tronco por la media heroniana del área de sus bases:
{\displaystyle V={\frac {1}{3}}h(B_{1}+B_{2}+{\sqrt {B_{1}\cdot B_{2}}})}